# Sheila (Hayden)
Sheila ist ein in Deutschland 1984 veröffentlichtes Buch, das von Torey L. Hayden geschrieben wurde und ursprünglich in den USA 1980 unter dem Titel „One Child“ (deutsch „Ein Kind“) erschien. „Sheila“ wurde inzwischen in 27 Sprachen übersetzt, als einaktige Oper dramatisiert, 1995 in einem Fernsehfilm mit dem Titel „Untamed Love“ („Ungezähmte Liebe“) verfilmt sowie zu einem japanischen Marionetten-Spiel umgearbeitet.

## Inhalt
Das Buch handelt von Sheila Renstad, die aus zerrütteten Familienverhältnissen stammt. Ihre Mutter war bei ihrer Geburt vierzehn Jahre alt und musste Sheilas dreißigjährigen Vater heiraten. Nachdem die Mutter ihre Tochter hatte spüren lassen, dass diese nur eine Last für sie war und sie auf der Autobahn ausgesetzt hatte, verließ sie die Familie mit Sheilas kleinem Bruder Jimmie. Daraufhin wuchs Sheila in einer Bergarbeitersiedlung zusammen mit ihrem Vater auf.
Sheila kam im Alter von sechs Jahren in die „Abfallklasse“ der sich mit gestörten Kindern beschäftigenden Psychologin Torey L. Hayden. Zuvor hatte Sheila an einem Novemberabend einen 3-jährigen Jungen aus der Nachbarschaft entführt, ihn an einen Baum gebunden und verbrennen wollen. Da in der psychiatrischen Klinik kein Platz für das Mädchen war, kam es in die Sonderklasse von Torey Hayden.
Im Laufe der fünf Monate, in denen Sheila bei ihr ist, erkennt Torey Hayden Sheilas enorme Intelligenz – IQ 182 – und die Hintergründe ihrer Zerstörungswut. Durch Toreys Hilfe gelingt es dem Mädchen, seinen Platz im Leben zu finden. „Sheila“ trägt den Untertitel Der Kampf einer mutigen Lehrerin um die verschüttete Seele eines Kindes und es ist das erste Buch von Torey L. Hayden.

## „Meine Zeit mit Sheila“
„Meine Zeit mit Sheila“ (in den USA 1995 unter dem Titel „The Tiger’s Child“ – „Des Tigers Kind“ – erschienen) erzählt, wie Torey Hayden die mittlerweile 13-jährige Sheila Renstad wiedertrifft. Rätselhafterweise scheint sich Sheila an die außergewöhnliche Zeit in der Sonderklasse der Psychologin kaum zu erinnern, ihre psychischen Probleme haben sich seitdem wieder verstärkt. Erneut muss Torey den Kampf aufnehmen.

## Heutige Situation der Hauptperson des Buches
Auf Torey L. Haydens Internetseite wird erzählt, wie es mit Sheila R. weiterging: sie ist mittlerweile über dreißig Jahre alt, hat sich zur Managerin eines Schnellrestaurants emporgearbeitet und ist noch immer unverheiratet. Sheila sagt selbst, dass sie heute glücklich ist.